# Joël Giraud
Joël Giraud (ur. 14 października 1959 w Gap) – francuski polityk, urzędnik państwowy i samorządowiec, deputowany, sekretarz stanu, a w 2022 minister.

## Życiorys
Absolwent École nationale supérieure des postes et télécommunications oraz École nationale d’administration. Pracował na wyższych stanowiskach urzędniczych w ministerstwie gospodarki.
Zaangażował się w działalność polityczną w ramach Lewicowej Partii Radykalnej. W 1986 został radnym miejskim w L’Argentière-la-Bessée, w latach 1989–2017 sprawował urząd mera tej miejscowości. Od 2004 do 2014 był wiceprzewodniczącym rady regionu Prowansja-Alpy-Lazurowe Wybrzeże. W wyborach w 2002 po raz pierwszy uzyskał mandat posła do Zgromadzenia Narodowego. Z powodzeniem ubiegał się o reelekcję w 2007, 2012, 2017 i 2022.
Związał się w międzyczasie z ugrupowaniem En Marche! wspierającym Emmanuela Macrona. Kontynuował przy tym działalność w środowisku radykałów, po zjednoczeniu tego ruchu w 2017 został członkiem MRSL, który w 2021 powrócił do szyldu Partia Radykalna. W 2020 powołany na sekretarza stanu przy ministrze spójności terytorialnej, powierzono mu sprawy obszarów wiejskich. W marcu 2022 w rządzie Jeana Castex zastąpił Jacqueline Gourault na stanowisku ministra spójności terytorialnej. Zakończył urzędowanie wraz z całym gabinetem w maju 2022.
Jest jawnym gejem.